# Ковалевский сельсовет (Могилёвская область)
Ковале́вский сельсовет (также Ковалёвский, бел.  Кавалёўскі сельсавет) — административно-территориальная единица
Бобруйского района Могилёвской области Республики Беларусь.

## Географическое положение
Расположен на юго-востоке Бобруйского района Могилёвской области. Расстояние от центра сельского Совета до районного центра — Бобруйска — 25 км. Вблизи агрогородка Ковали находится железнодорожная станция Телуша.

## Население
- 1999 год — 2301 человек
- 2010 год — 1623 человека
- 2012 год — 1668 человек, 743 домашних хозяйств

## Промышленность
На территории сельсовета одно сельхозпредприятие — СПК «Колхоз имени Александра Невского», одно фермерское хозяйство «Галя», одно лесничество.

## Торговля и бытовые услуги
Функционируют три дома социальных услуг: д. Мальево, д. Полянки, д. Новики; семь магазинов: два — в д. Ковали, д. Юрьево, д. Постраш, д. Тажиловичи, д. Ламбово, д. Панкратовичи; один торговый объект индивидуального предпринимателя в д. Ковали; имеется комплексный приемный пункт в д. Ковали.

## Социальная сфера
- ГУО «Турковская средняя школа», ГУО «Телушский учебно-педагогический комплекс детский сад-средняя школа», дошкольного образования: ясли-сад аг. Ковали;
- участковая больница и ФАП в деревне Ковали;
- Аптека;
- 3 почтовых отделения связи: д. Ковали, д. Ламбово, д. Панкратовичи,
- 2 библиотеки: д. Ковали, д. Ламбово;
- имеется филиал музыкальной школы.

## История
Ковалёвский Сельский Совет рабочих, крестьянских и солдатских депутатов был образован в 1924 году. Помещение сельсовета размещалось на ст. Телуша, рядом с МТС. В марте 1932 года на территории деревни для обработки сельскохозяйственных угодий была создана МТС (машинотракторная станция). Главная цель организации МТС — «преобразование коллективизированных хозяйств в образцово-показательные социалистические». В МТС было 50 тракторов «Фордзонов», ХТЗ и несколько С-80. Первыми трактористами были Иосиф Дайнеко и Алексей Коновальчик с д. Бортники, Надежда и Михаил Капустины, Данила Анисимов с д. Ковали.
В колхозах, обслуживаемых Телушской МТС, на один трудодень приходилась следующая натуроплата: зерновых — 210 граммов, картофеля — 32 грамма (это самый низкий показатель), 570 и 390 граммов соответственно насчитывал средний трудодень. И, наконец, высший гарантировал 838 граммов зерна и 404 грамма картофеля.
Апрель 1934 года, выявил страшную картину: коллективизированные житницы практически пустые. В амбарах же самих колхозников — и вовсе шаром покати, к началу описываемого времени в МТС появились политотделы с правами райкомов партии (70 на республику). Начальник политотдела Клетерзак Юрий Маркович за выявленного кулака — механика по сельскохозяйственным машинам Филипович Станислав проживал д. Плессы, которого сдал сын, много было публикаций в газетах, был назначен секретарём Жлобинского райкома партии, где был и репрессирован. В колхозах, обслуживаемых Телушской МТС (дер. Ковали, Турки, Телуша, Бортники, Михалево, Плесы, Панкратовичи), на один трудодень приходилась следующая натуроплата: зерновых — 210 граммов, картофеля — 32 грамма (это самый низкий показатель), 570 и 390 граммов соответственно насчитывал средний трудодень. И, наконец, высший гарантировал 838 граммов зерна и 404 грамма картофеля. МТС с тракторами-сеялками создавались для обслуживания колхозов, которые расплачивались за это выращенным урожаем. Телефонистом на МТС в 1934 году работает Аврамчик, Николай Яковлевич
1938 год заместителем начальника МТС решением Бобруйского райкома партии назначен Лемешонок И. М.
С начала создания МТС до 1945 года агрономом работал Артихович Иван Кондратович,
В послевоенный период МТС было восстановлено, где работали заведующим Соркин, инженер с Бобруйска Маймин, инспектор по кадрам Алферчик Николай Николаевич, токарь Бартницкий Г. Т. (В марте 1932 года на территории деревни для обработки сельскохозяйственных угодий была создана МТС (машинотракторная станция). Главная цель организации МТС — «преобразование коллективизированных хозяйств в образцово-показательные социалистические». В МТС было 50 тракторов «Фордзонов», ХТЗ и несколько С-80. Первыми трактористами были Иосиф Дайнеко и Алексей Коновальчик с д. Бортники, Надежда и Михаил Капустины, Данила Анисимов с д. Ковали
В колхозах, обслуживаемых Телушской МТС, на один трудодень приходилась следующая натуроплата: зерновых — 210 граммов, картофеля — 32 грамма (это самый низкий показатель), 570 и 390 граммов соответственно насчитывал средний трудодень. И, наконец, высший гарантировал 838 граммов зерна и 404 грамма картофеля.
Апрель 1934 года, выявил страшную картину: коллективизированные житницы практически пустые. В амбарах же самих колхозников — и вовсе шаром покати, к началу описываемого времени в МТС появились политотделы с правами райкомов партии (70 на республику). Начальник политотдела Клетерзак Юрий Маркович за выявленного кулака — механика по сельскохозяйственным машинам Филипович Станислав проживал д. Плессы, которого сдал сын., много было публикаций в газетах, был назначен секретарем Жлобинского райкома партии, где был и репрессирован.

## Состав
Включает 12 населённых пунктов:
- Ковали — агрогородок.
- Ламбово — деревня.
- Мальево — деревня.
- Микуличи — деревня.
- Новики — деревня.
- Октябрь — деревня.
- Панкратовичи — деревня.
- Полянки — деревня.
- Постраш — деревня.
- Прогресс — деревня.
- Тажиловичи — деревня.
- Юрьево — деревня.

## Населенные пункты, входившие в состав Ковалевского сельсовета до 1980 года
- Нивище — деревня (в 1967 году объединена с деревней Постраш)
- Телуша — железнодорожная станция (в 1967 году объединена с деревней Ковали)
- Щигельский — поселок (до 1967 года)
- Щигельский — хутор (до 1967 года)
- Омельня — железнодорожный разъезд (до 1970 года)
- Дубки — поселок (до 1971 года)
- Городок-Озеро — деревня (до 1980 года)